# Святой Иероним (картина Кранаха)
«Святой Иероним» (нем. Büßender Hl. Hieronymus) — картина немецкого живописца Лукаса Кранаха старшего (1472-1553). Создана в 1502 году. Хранится в Музее истории искусств в Вене (инв. №GG 6739).

## Описание
Святой Иероним изображен пожилым человеком, завернутый в полотно, который бьет себя камнем в грудь перед распятым Христом; все это размещено в пейзаже, где деревья будто колышатся от порыва ветра. В «Святом Иерониме» художник сохраняет романтический взгляд на своих персонажей. В Древней Греции сова считалась символом мудрости; здесь она изображена, чтобы напомнить об эрудиции святого. В зрелые годы искусство Кранаха эволюционирует в сторону аристократического маньеризма, более сложного и виртуозного по сравнению с сентиментальностью и чрезмерными проявлениями душевных порывов раннего периода.
Картина находилась в монастыре Мондзее в епископской резиденции в Линце до 1927 года; в 1927 году приобретена Музеем истории искусств.
В центре в самом низу картины содержится дата создания картины — 1502 год.